# Sarah Whatmore
Sarah Jane Whatmore, née le 25 septembre 1959 à Aldershot, est une géographe britannique, professeure d'environnement et de politique publique à l'université d'Oxford depuis 2004. Elle développe dans son ouvrage de référence en géographie animale, Hybrid Geographies, les concepts de « géographie hybride » et de « géographie plus qu'humaine ». Ses travaux sur les liens entre nature et société sont récompensés de plusieurs prix.

## Biographie
Sarah Whatmore naît le 25 septembre 1959 à Aldershot, dans le Hampshire, dans une famille de militaires. Les Whatmore déménagent souvent, notamment en Allemagne, à Chypre et à Hong Kong. Elle étudie la géographie à l'University College de Londres avec un Bachelor of Arts en 1981, puis un Master of Philosophy en urbanisme en 1983 avec un mémoire sur les institutions financières et propriété des terres agricoles. Elle travaille un temps au Greater London Council. Elle revient à l'University College de Londres pour un doctorat sous la direction de Richard Munton, et soutient une thèse intitulée The 'other half' of the family farm: an analysis of the position of 'farm wives' in the family gender division of labor on the farm (L'"autre moitié" de l'exploitation agricole familiale : une analyse de la position des "épouses d'agriculteurs" dans la division du travail entre les genres à la ferme), soutenue en 1988. Elle est maître de conférences à l'université de Leeds de 1989 à 2001 puis à l'Open University de 2001 à 2004. Elle est professeure au Keble College, quittant le Linacre College en 2012.
En 2004, elle est recrutée comme professeure à l'université d'Oxford. Depuis 2018, elle dirige la Division des sciences sociales.

### Mandats publics
Sarah Whatmore est un temps membre du Conseil consultatif scientifique du Département de l'environnement, de l'alimentation et des affaires rurales et présidente de son groupe d'experts en sciences sociales ; membre du groupe consultatif scientifique créé pour conseiller l'examen national de la résilience aux inondations du Cabinet Office (2016) et membre du conseil d'administration de l'Office parlementaire de la science et de la technologie.

## Travaux
Sarah Whatmore commence à étudier la géographie rurale, l'industrie agroalimentaire et les réseaux alimentaires alternatifs, comme le commerce équitable. A la fin des années 1990, elle aborde la géographie critique des questions environnementales. Ses recherches s'orientent sur les relations entre êtres humains et monde animal, telles qu'elles sont imaginées et pratiquées dans la conduite de la science, de la gouvernance ou de la vie quotidienne. Elle remet en question les approches matérialistes marxistes en faveur de la théorie des acteurs-réseaux et des études scientifiques féministes.

### Hybrid Geographieset la géographie «plus qu'humaine»

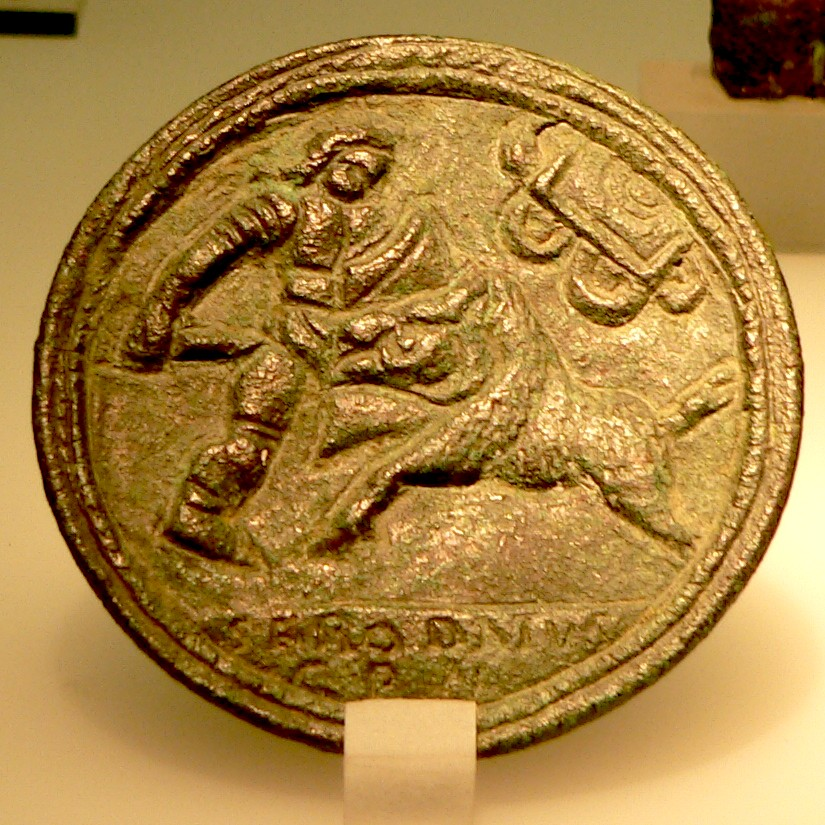
Médaillon de bronze représentant un combat entre un homme et un animal sauvage, interaction analysée par Sarah Whatmore

Sarah Whatmore propose une nouvelle manière de faire de la géographie animale et de penser les relations entre humains et monde naturel. Son approche est exposée dans son livre Hybrid Geographies en 2002, où elle propose de penser une géographie « plus qu'humaine » (a more-than-human-geography). Son point de départ est que les humains ne sont pas les seuls acteurs intentionnels au monde. Elle remet ainsi en cause le monopôle de la connaissance par l'humain et la segmentation nature et culture, d'où le terme hybride qui imbrique les deux éléments. Les animaux ont aussi une capacité d'agir en toute autonomie, l'agentivité de Vinciane Despret. En devenant des acteurs sociaux, inclus dans la vie des humains, ils peuvent donc entrer dans le champ des sciences sociales.
Alors que dans les années 1990, la géographie culturelle se concentre sur la représentation, les images ou les significations, les travaux de Sarah Whatmore relient de manière matérialiste l'étude de la nature et de la culture, de l'humain et du non-humain, des mondes sociaux et matériels. Ses recherches offrent des clés de lecture pour les phénomènes ni entièrement naturels ni entièrement sociaux, comme les OGM ou la maladie de Creutzfeldt-Jakob. Les animaux sont ici perçus à la fois comme menace sur les êtres humains et inversement, par leurs actions les humains participent à l'extinction des animaux. Whatmore note que les débats qui en découlent sur les contrôles à mettre en place, le positionnement des êtres humains vis à vis des animaux et leur responsabilité sont profondément géographiques.
Selon elle, le monde est davantage à représenter sous forme de relations et propose de retracer les voyages effectués par les animaux. Elle s'intéresse aux léopards amenés pour des combats dans les amphithéâtre romains en Rome Antique. Elle étudie les zoos, espaces de captivité où les animaux doivent donner l'illusion d'être sauvages, où leurs données génétiques permettent de retracer leur histoire géographique. Pour montrer ces relations, elle fait appel au terme « trou de ver » qui fait le lien entre passé et présent.
Ces réflexions découlent notamment de la géographie féministe et décoloniale. Il est cité comme un « texte-clé » en géographie humaine.

### Recherche-action dans le domaine des risques
Elle applique sa méthode de « géographie plus qu'humaine » dans le domaine des risques d'inondations lors d'un projet de recherche-action. Il lui permet d'interroger les relations entre la démocratie et la science, les liens entre savoir profane et expert. Elle expérimente de nouvelles méthodes de connaissance des risques d'inondation par le biais de groupes de compétences à une échelle réduite,. Ce projet remporte le prix Civic Voice.
Ses recherches portent sur le traitement des preuves et le rôle de l'expertise dans la gouvernance environnementale, face au recours croissant aux techniques de modélisation informatique. Il se caractérise par un engagement envers des pratiques de recherche expérimentales et collaboratives qui mettent en jeu les différentes compétences de connaissances des spécialistes des sciences sociales et naturelles avec celles de divers publics locaux vivant avec des risques et des dangers environnementaux tels que les inondations et les sécheresses. Ses idées ont été développées plus avant dans Political Matter, l'ouvrage qu'elle codirige avec Bruce Braun en 2010.

### Accueil critique
Ses recherches ont été très bien accueillies par les théoriciens, mais moins par les penseurs environnementaux orientés vers les politiques et les géographes traditionnels moins enclins à « théoriser » les relations homme-environnement. Il est critiqué pour son caractère apolitique qui ne mentionne pas les impacts du capitalisme sur la biodiversité.
Le géographe Bruce Braun, bien que favorable aux géographies hybrides, les considère comme « obstinément empiriques... (qu'elles) ne cherchent à expliquer rien de plus que ce qui est immédiatement à portée de main ».
Whatmore invite à chercher d'autres méthodes de sciences humaines pour analyser ces phénomènes, complémentaires à la parole et à l'écriture. Elle appelle à  « amplifier d'autres registres sensoriels, corporels et affectifs et à étendre l'entreprise et la modalité de ce qui constitue un sujet de recherche », perçu comme risqué par ses collègues.

## Récompenses
- 2003 : prix Cuthbert Peek (en) de la Royal Geographical Society pour ses contributions innovantes à la compréhension des relations nature-société[16],[17]
- 2013 : prix Ellen Churchill Semple du département de géographie de l'Université du Kentucky[18]
- 2014 : Fellow de la British Academy, l'académie nationale des sciences humaines et sociales du Royaume-Uni[5],[19]
- 2020 : Dame Commandeure de l'ordre de l'Empire britannique, promotion du nouvel an, pour ses services à l'étude de la politique environnementale[20]

## Publications
- Bruce Braun et Sarah Whatmore, Political matter : technoscience, democracy, and public life, 2010 (ISBN 978-0-8166-7495-4 et 0-8166-7495-7, OCLC 698116891, lire en ligne)
- The Dictionary of Human Geography, Wiley-Blackwell, 2009 (ISBN 978-1-4443-1056-6, 1-4443-1056-9 et 978-1-4443-0843-3, OCLC 428989781, lire en ligne)
- Michael Pryke, Gillian Rose et Sarah Whatmore, Using social theory : thinking through research, SAGE in association with the Open University, 2003 (ISBN 978-1-84787-668-3, 1-84787-668-4 et 978-0-85702-025-3, OCLC 297537476, lire en ligne)
- Sarah Whatmore, Hybrid geographies : natures, cultures, spaces, SAGE Publications, 2002 (ISBN 978-1-84787-678-2, 1-84787-678-1 et 978-1-4462-1971-3, OCLC 294908323, lire en ligne)
- Nigel Thrift et Sarah Whatmore, Cultural geography : critical concepts in the social sciences, Routledge, 2004 (ISBN 0-415-28502-X, 978-0-415-28502-5 et 0-415-28503-8, OCLC 55502602, lire en ligne)
- (en) Sarah Whatmore, Gender and Rurality Critical Perspectives, David Fulton Publishers, 1994
- Philip Lowe, Terry Marsden et Sarah Whatmore, Regulating agriculture., John Wiley, 1994 (ISBN 0-471-95932-4 et 978-0-471-95932-8, OCLC 173092687, lire en ligne)
- Sarah Whatmore, Farming Women: Gender, Work and Family Enterprise., Palgrave Macmillan, janvier 2014 (ISBN 978-1-349-11617-1 et 1-349-11617-3, OCLC 1004378726, lire en ligne)
- Terry Marsden, Philip Lowe et Sarah Whatmore, Labour and locality : uneven development and the rural labour process, D. Fulton Publishers, 1992 (ISBN 1-85346-182-2 et 978-1-85346-182-8, OCLC 27974450, lire en ligne)
- Terry Marsden, Philip Lowe et Sarah Whatmore, Rural restructuring : global processes and their responses, Fulton, 1990 (ISBN 1-85346-111-3 et 978-1-85346-111-8, OCLC 21231993, lire en ligne)
- Philip Lowe, Terry Marsden et Sarah Whatmore, Technological change and the rural environment, D. Fulton Publishers, 1990 (ISBN 1-85346-112-1, 978-1-85346-112-5 et 0-471-95928-6, OCLC 28344580, lire en ligne)